# Ninurta-alik-pani
Ninurta-alik-pani lub Inurta-alik-pani (akad. Ninurta-ālik-pāni lub Inūrta-ālik-pāni, zapisywane po sumeryjsku mdmaš.gin.igi, tłum. „Ninurta jest tym, który kroczy na przedzie”) – wysoki dostojnik, gubernator prowincji Si'imme za rządów asyryjskiego króla Sargona II (722-705 p.n.e.). Według asyryjskich list i kronik eponimów w 711 r. p.n.e. pełnił urząd limmu (eponima).